# لغة رومانسية بينية

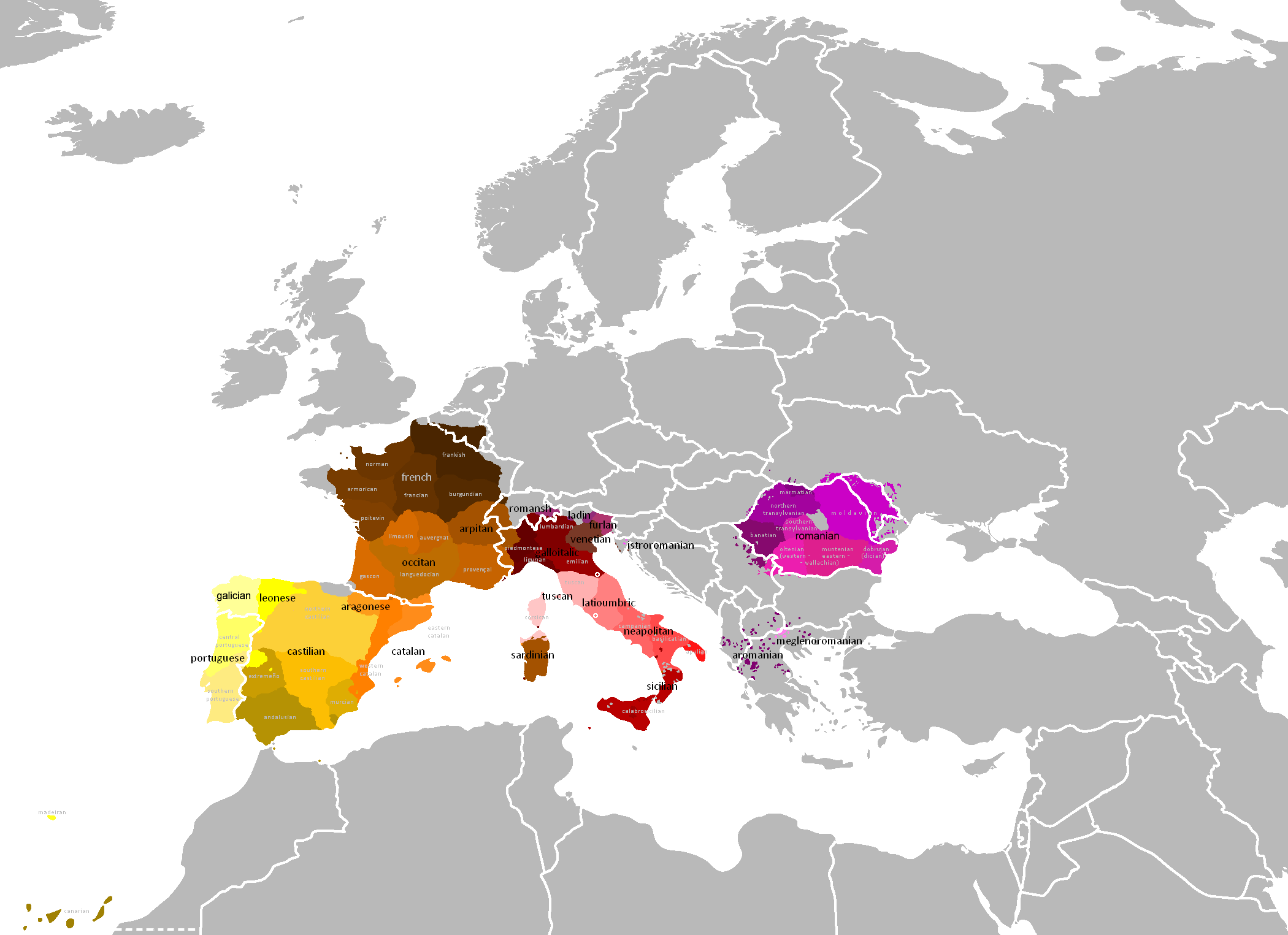

تُعتبر اللغة الرومانسية البينية مجموعة متنوعة من اللغات المتقنة التي تجمع بين تباين اللغات الرومانسية، وتمثل هذه اللغات ككل. يمكن اعتبارها اقتراحًا لغويًا قياسيًا لجميع أفراد الأسرة اللغوية، ولكنها تُعتبر لغة مبنية مناطقيًا نظرًا إلى أنها ناتجة عن تدوين مكثف (أي أنها أكثر إنشاءً، وتخطيطًا، وتصميمًا، وهندسةً، وتلاعبًا مما تطلبه اللغات المعيارية النظامية عادة). وفقًا لعالم اللغويات البينية ديتليف بلانك: «تنشأ اللغات المبنية مناطقيًا من اختيار العناصر اللغوية أو خلطها في مجموعة لغات» (أي عناصر من عائلة لغوية واحدة، مثل السلافية أو الجرمانية).
طُوّر العديد من اللغات الرومانسية البينية من قبل أفراد أو مجموعات مختلفة في أوقات مختلفة (منذ القرن التاسع عشر) وأماكن مختلفة (البرازيل، وكندا، والدنمارك، وإيطاليا، والنرويج، والبرتغال، وإسبانيا، وسويسرا، وغيرها). تتشابه مع بعضها لدرجة أنها اعتُبرت أشكالًا مختلفة من نفس اللغة: «اللهجات» هي الطريقة التي يشير بها كامبوس ليما، أحد المطورين، إلى العديد من المشاريع في عصره. يوضح هذا المؤلف أيضًا أن مطوري مشاريع اللغة الرومانسية البينية على دراية واتصال ببعضهم، بل وهم متعاونون أيضًا، وهذا مؤشر آخر على الوحدة.
توازي اللغة الرومانسية البينية اللغات السلافية البينية واللغات الجرمانية البينية.

## الاستخدامات والفوائد
تُخصَّص اللغة الرومانسية البينية عادة للتواصل فيما بين (أو مع) المتحدثين باللغات الرومانسية، أي أنها لغة مساعدة إقليمية دولية، للعالم اللاتيني. تُدوّن المفردات والقواعد اللغوية لتكون التواصلية بين متحدثي الرومانسية متاحة قدر الإمكان. تُختار الكلمات، على سبيل المثال، تفضيليًا إذا كان لها أصل مشترك بين العديد من اللغات الرومانسية، خصوصًا إذا كان المعنى متماثلًا أو متشابهًا. نتيجة لذلك، وبفضل الاستيعاب البيني، يُحتمل أن يفهمها جمهور يصل إلى 800 مليون شخص من متحدثي اللغات الرومانسية. بالإضافة إلى ذلك، يمكن أن تُكمِل الفهم البيني الرومنسي في الحالات التي تكون فيها إستراتيجية التواصل هذه غير فعالة بما فيه الكفاية (على سبيل المثال، بين المتحدثين بالفرنسية والرومانية).
يُقصد من اللغة الرومانسية البينية أيضًا، في بعض المشاريع -الأقدم على وجه الخصوص-، أن تصبح لغة مساعدة دولية، بدلًا من اللغة الإنجليزية، والتي تُعد أيضًا هدفًا للإسبرانتو والإنترلنغوا (اَي إيه إل إيه). في هذه الحالة، يكمن السبب وراء أساسها اللاتيني/الرومنسي في أن المفردات الدولية (أي الكلمات الشائعة في اللغات الأكثر نفوذًا على المستوى الدولي، والكثير منها أوروبية) هي من أصل لاتيني في الأساس، وبرأي مطوري هذه اللغات الرومانسية البينية، فإنّ اللغات الرومانسية تملك أكثر القواعد النحوية طبيعية وتماسكًا لتُستخدم مع المفردات الدولية، التي تطورت من اللاتينية، والتي يتحدث بها ملايين الأشخاص في قارات مختلفة.
يُراد لهذه اللغة، في مشاريع معينة، أن تكون لغة فنية (وسيلةً للتعبير الفني في الشعر والموسيقى وغيرها، أو جزءًا من عالم خيالي في الروايات والأفلام وما إلى ذلك، أو لمجرد متعة خلقها).
يقترح مطورو اللغة الرومانسية البينية استخدامات وفوائد أخرى: يمكن أن تستفيد اللغة من مساهمات من أنواع مختلفة من الرومانسية، والتي تعمل على تحسينها وإثرائها (مع قياسات استعمالية، ووسائل تعبيرية، وما إلى ذلك)؛ ويمكن أن تكون ملجأ للمتحدثين باللغات الرومانسية التي في طريقها إلى الزوال، مثل الأوكيتانية أو السردينية؛ وقد تكون فعالة كخطوة متوسطة في الترجمة الآلية بين لغات الرومانسية؛ ويمكن استخدامها جسرًا للغات الرومانسية (الحالية والقديمة) واللاتينية؛ وقد تكون عمليةً للمتحدثين الأجانب كمقدمة للرومانسية.